# Zálesíit
Zálesíit (auch Agardit-(Ca)) ist ein selten vorkommendes Mineral aus der Mineralklasse der „Phosphate, Arsenate und Vanadate“. Es kristallisiert im hexagonalen Kristallsystem mit der idealisierten chemischen Zusammensetzung CaCu6[(OH)6|AsO3OH|(AsO4)2]·3H2O und ist damit ein wasserhaltiges Calcium-Kupfer-Arsenat mit zusätzlichen Hydroxidionen.
Zálesíit entwickelt nur mikroskopisch kleine Kristalle von etwa 10 bis 100 Mikrometer Länge mit hexagonalem, nadeligem Habitus. Meist findet er sich in Form radialstrahliger bis kugeliger Aggregate und pulvriger Krusten von hellgrüner Farbe bei weißer Strichfarbe. Die Kristalle selbst sind durchsichtig mit glas- bis fettähnlichem Glanz auf den Oberflächen, in Aggregatform erscheint Zálesíit allerdings eher durchscheinend.

## Etymologie und Geschichte

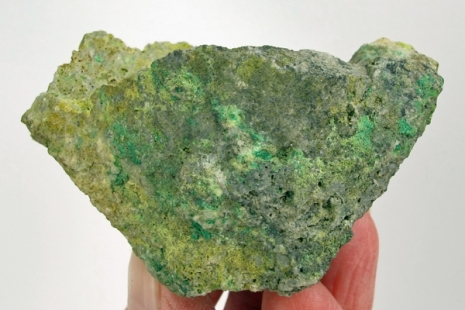
Zálesíit-Handstück aus der Typlokalität Zálesí (Größe: 8,0 × 5,3 × 4,6 cm)

Erstmals entdeckt wurde Zálesíit 1997 in der Uran-Lagerstätte Zálesí (Javorník) in Tschechien und beschrieben 1999 durch J. Sejkora, T. Rídkošil, V. Šrein, die das Mineral nach seiner Typlokalität benannten.
Das Synonym Agardit-(Ca) wurde vor der Genehmigung des Namens Zálesíit durch die IMA/CNMNC von einigen Autoren als vorläufige Bezeichnung verwendet.

## Klassifikation
Da der Zálesíit erst 1997 als eigenständiges Mineral anerkannt und dies 1999 publiziert wurde, ist er in der veralteten 8. Auflage der Mineralsystematik nach Strunz nicht verzeichnet. 
In der zuletzt 2018 überarbeiteten Lapis-Systematik nach Stefan Weiß, die formal auf der alten Systematik von Karl Hugo Strunz in der 8. Auflage basiert, erhielt das Mineral die System- und Mineralnummer VII/D.53-030. Dies entspricht der Klasse der „Phosphate, Arsenate und Vanadate“ und dort der Abteilung „Wasserhaltige Phosphate, mit fremden Anionen“, wo Zálesíit zusammen mit Agardit-(Ce), Agardit-(Dy), Agardit-(La), Agardit-(Nd), Agardit-(Y), Calciopetersit, Goudeyit, Juanitait, Mixit, Mrázekit, Petersit-(Ce), Petersit-(Nd) (Q), Petersit-(Y) und Plumboagardit die „Mixitgruppe“ mit der Systemnummer VII/D.53 bildet.
Die von der International Mineralogical Association (IMA) zuletzt 2009 aktualisierte 9. Auflage der Strunz’schen Mineralsystematik ordnet den Zálesíit in die Klasse der „Phosphate, Arsenate und Vanadate“ und dort in die Abteilung „Phosphate usw. mit zusätzlichen Anionen; mit H2O“ ein. Hier ist das Mineral in der Unterabteilung „Mit großen und mittelgroßen Kationen; (OH usw.) : RO4 = 2 : 1“ zu finden, wo es zusammen mit Agardit-(Ce), Agardit-(La), Agardit-(Nd), Agardit-(Y), Calciopetersit, Goudeyit, Mixit, Petersit-(Y) und Plumboagardit die „Mixitgruppe“ mit der Systemnummer 8.DL.15 bildet.
In der vorwiegend im englischen Sprachraum gebräuchlichen Systematik der Minerale nach Dana hat Zálesíit die System- und Mineralnummer 42.05.01.04. Das entspricht der Klasse der „Phosphate, Arsenate und Vanadate“ und dort der Abteilung „Wasserhaltige Phosphate etc., mit Hydroxyl oder Halogen“. Hier findet er sich innerhalb der Unterabteilung „Wasserhaltige Phosphate etc., mit Hydroxyl oder Halogen mit (A)2(XO4)Zq × x(H2O)“ in der „Mixitgruppe (Arsenat-Reihe)“, in der auch Mixit, Agardit-(Y), Agardit-(La), Agardit-(Nd), Agardit-(Dy), Agardit-(Ca), Agardit-(Ce), Goudeyit und Plumboagardit eingeordnet sind.

## Kristallstruktur
Zálesíit kristallisiert hexagonal in der Raumgruppe P63/m (Raumgruppen-Nr. 176) mit den Gitterparametern a = 15,583 Å und c = 5,895 Å sowie zwei Formeleinheiten pro Elementarzelle.

## Eigenschaften
Zálesíit ist löst sich in verdünnter Salzsäure langsam auf.

## Bildung und Fundorte

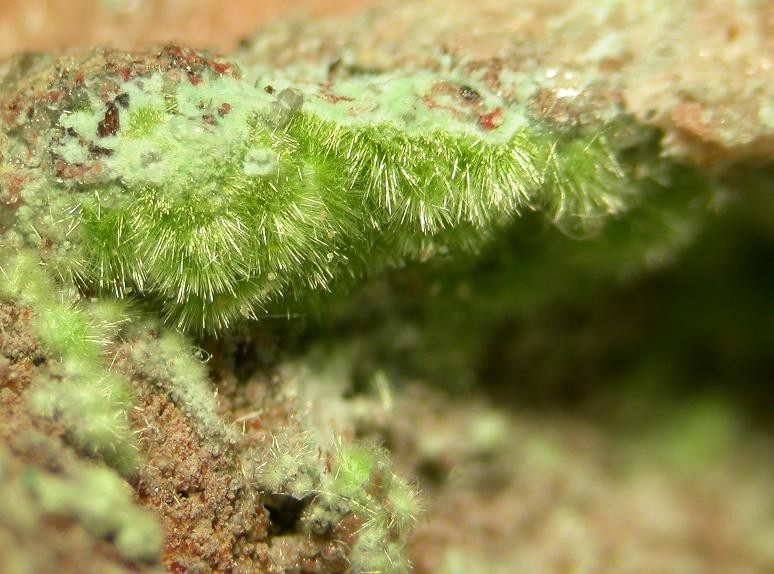
Nadelig-kugeliger Zálesíit aus der „Tucumana Mine“, Inca de Oro, Provinz Chañaral, Región de Atacama, Chile (Sichtfeld 4 mm)

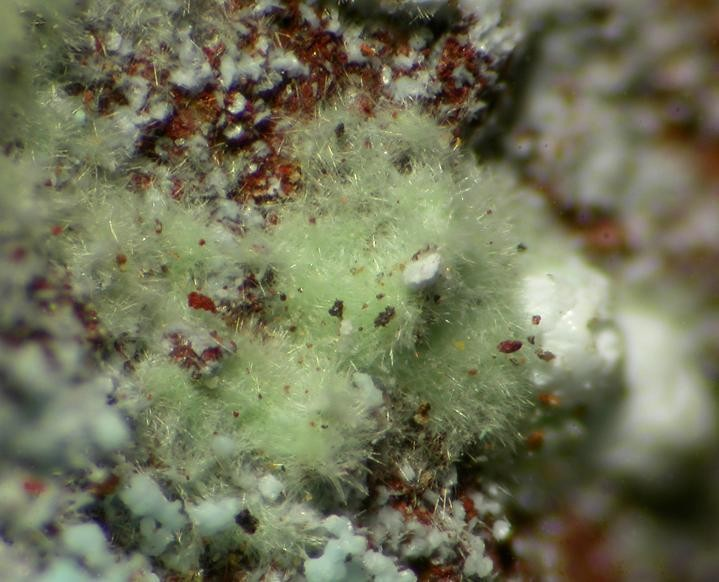
Zálesíit aus der „Serpieri Mine“, Agios Konstantinos, Lavrio, Griechenland (Sichtfeld 3 mm)

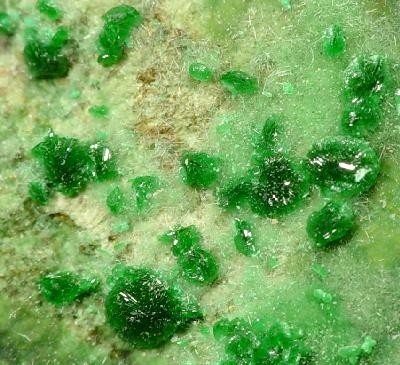
Philipsburgit (dunkelgrün) auf Zálesíit (hellgrün) aus der „Gold Hill Mine“, Gold Hill, Tooele County (Utah, USA)

Zálesíit bildet sich sekundär als Oxidationsprodukt von Chalkopyrit und Cobaltarseniden. Als Begleitminerale können unter anderem Chrysokoll, Conichalcit, Klinoklas, Malachit, Tirolit, Uranophan und Zeunerit auftreten.
Als seltene Mineralbildung konnte Zálesíit nur an wenigen Fundorten nachgewiesen werden, wobei bisher (Stand 2013) rund 70 Fundorte als bekannt gelten. Seine Typlokalität Zálesí (Javorník) ist dabei der bisher einzige bekannte Fundort in Tschechien.
In Deutschland kennt man Zálesíit aus mehreren Orten im Schwarzwald wie unter anderem der Grube Clara bei Oberwolfach in Baden-Württemberg, Dörrmorsbach und Waldaschaff in Bayern, Bad Lauterberg im Harz in Niedersachsen, Gehringswalde in Sachsen sowie vom Bergmannskopf in Thüringen.
In Österreich konnte das Mineral bisher nur in den Kupfergruben bei Altenberg im Paternioner Gemeindeteil Pöllan in Kärnten sowie im Quarzit-Steinbruch bei Falkenstein (Gemeinde Fischbach) und in Gesteinsproben bei einem Tunnelbau nahe Unterwald (Gemeinde Wald am Schoberpaß) in der Steiermark gefunden werden.
Bisher bekannte Fundorte in der Schweiz sind Bagnes (Bruson), das zum Binntal gehörende Chriegalp-Tal (auch Kriegalp-Tal) und der Illgraben nahe dem Illhorn im Kanton Wallis.
Weitere Fundorte liegen unter anderem in Australien, Chile, Frankreich, Griechenland, Irland, Italien, Japan, Marokko, Spanien, mehrere Orte in England im Vereinigten Königreich und einige Orte in mehreren Bundesstaaten der USA.